# Belle (film)
Belle (竜とそばかすの姫, Belle: Ryū to sobakasu no hime, svenska: 'Belle: Draken och den fräkniga prinsessan') är en japansk animerad science fiction-film från 2021. Filmen regisserades av Mamoru Hosoda, som även var manusförfattare, och producerades av Studio Chizu. Historien är inspirerad av konstsagan Skönheten och odjuret, uppdaterad till en modern värld med digitala parallelluniversum.

## Handling
Filmen handlar om Suzu, en 17-årig tjej i gymnasiet som bor i Kochi prefektur i Japan. Som liten avled hennes mamma i en olycka, vilket hon inte fullt ut förstått. Därför har hon tagit avstånd från sin pappa, för att istället växla mellan den riktiga världen och en virtuell värld vid namn "U".
I "U" är Suzu istället en rollfigur vid namn Belle. Tack vare biometriska data som ger varje rollfigur en speciell egenskap är hon i denna värld en stor popstjärna.

## Rollista
- Kaho Nakamura som Suzu Naito/Belle[2]
- Takeru Satoh som draken[3]
- Kōji Yakusho som Suzus pappa[4]
- Lilas Ikuta som Hiroka "Hiro-chan" Betsuyaku
- Ryō Narita som Shinobu "Shinobu-kun" Hisatake
- Shōta Sometani som Shinjiro "Kamishin" Chikami
- Tina Tamashiro som Ruka "Ruka-chan" Watanabe
- Toshiyuki Morikawa som Justian
- Fuyumi Sakamoto som Okumoto
- Kenjiro Tsuda som Jelinek
- Mami Koyama som Swan
- Mamoru Miyano som Muitarō Hitokawa/Tokoraemaru
- Michiko Shimizu som Kita
- Ryoko Moriyama som Yoshitani
- Sachiyo Nakao som Hatanaka
- Yoshimi Iwasaki som Nakai
- Sumi Shimamoto som Suzus mamma[5]
- Ken Ishiguro

## Produktion och distribution
Belle är inspirerad av 1700-talsberättelsen Skönheten och odjuret., liksom av Disneys filmbearbetning från 1991. Grundbudskapet i filmen är att man inte ska döma hunden efter håren, och Hosoda utvecklar temat till att se mänsklig kontakt handlar om ömsesidighet. Det räcker inte att acceptera sin egen sanna natur, utan man behöver också erkänna sin sårbarhet. Filmen är som tidigare framställd på Hosodas eget produktionsbolag Chizu Films, enligt den produktionscykel som innebär en långfilm vart tredje år.
Filmen har vissa likheter med flera andra av Hosodas filmer. Draken i den japanska originaltiteln (motsvarande Odjuret i konstsagan) kan jämföras med titelfiguren i 2015 års Odjuret och hans lärling. Samtidigt är det andra gången Hosoda tar upp temat med virtuella världar, efter Summer Wars (där hette världen "OZ").
Musiken till filmen är skriven av den svenska kompositören Ludvig Forssell.
Filmen hade premiär på Filmfestivalen i Cannes 2021, där den fick bra recensioner av kritiker och premiärvisningen följdes av en 14 minuter lång stående applåd. Den släpptes på bio i Japan dagen efter. Efter 57 dagar på bio hade den sålt 4,23 miljoner biobiljetter och därmed gått om Odjuret och hans lärling som Hosodas kommersiellt mest framgångsrika film. När året var slut hade filmen blivit 2021 års tredje mest framgångsrika japanska biofilm (även ettan och tvåan på listan var animerade).
Belle får svensk biopremiär den 29 juli 2022.